# Совпель, Игорь Васильевич
И́горь Васи́льевич Со́впель — (родился 8 апреля 1949 года, д. Городец , Кобринского района) — Доктор технических наук кафедры информационных систем управления ФПМИ, заведующий лабораторией интеллектуальных информационных систем (НИЧ БГУ),профессор.

## Биография
Закончил математический факультет БГУ в 1971 году, работал в Институте математики АН БССР. С 1976 по 1978 г. — аспирант кафедры математического обеспечения АСУ БГУ. В 1980 г. защитил кандидатскую диссертацию. С 1981 г. — доцент кафедры МО АСУ. Ученое звание доцента присвоено в 1983 г., в 1991 г. защитил докторскую диссертацию «Автоматизированная переработка текста на основе воспроизводящего моделирования лингвистических объектов и процессов». С 1992 г. — профессор кафедры МО АСУ, ученое звание профессора присвоено в 1994 г. В 1997 г. М. В. Совпель избран на должность заведующего кафедрой математического обеспечения АСУ ФПМИ.

## Общественная деятельность
Является научным руководителем лаборатории интеллектуальных информационных систем. Им сформулирована и развита концепция нового научного направления в области искусственного интеллекта — воспроизводящего моделирования лингвистических объектов и процессов. Его научные и прикладные интересы связаны с проектированием, разработкой и внедрением систем автоматической обработки текстов, включая системы лингвистических баз знаний, семантического анализа текстов, автоматического реферирования, машинного перевода, интеллектуальных интерфейсов пользователя, инженерии знаний, интеллектуализации информационных сетей. Является автором ряда изобретений в области искусственного интеллекта, запатентованных в международных патентных фондах. Под его руководством разработаны такие известные в современной информатике интеллектуальные информационные системы, как Cobrain, Knowledgist, Vedy, а также ряд систем в рамках важнейших республиканских научно-технических программ, обеспечивающих и развивающих компьютерную форму существования белорусского языка. Игорь Васильевич читает для студентов ФПМИ общие курсы: «Автоматизированные системы управления», «Модели и методы искусственного интеллекта», «Интеллектуальные информационные системы». В течение ряда лет он работал в должности заместителя декана по науке ФПМИ, является членом Научно-методического совета Министерства образования и науки Республики Беларусь, ученым секретарем Совета по защите докторских диссертаций в БГУ, членом редакционного совета журнала «Вестник БГУ». В 1999 г. награжден нагрудным знаком «Отличник образования Республики Беларусь».

### Ученые степени
- Доцент, 1981
- Доктор технических наук, 1991
- Профессор, 1992

### Основные труды
1. Автоматическая переработка текста. Кишинев, 1978 (в соавт.);
2. Автоматизированная система ведения словарей и карточек АСВС // Математические обеспечение ЕС ЭВМ. Мн., 1979;
3. Информационно-поисковая система пословно-оборотного перевода текстов // Математическое обеспечение ЕС ЭВМ. Мн., 1981;
4. Инженерно-лингвистические принципы, методы и алгоритмы автоматической переработки текста. Мн., 1998 (в соавт.).